# Stephen Gwynn
Stephen Lucius Gwynn (13 février 1864 – 11 juin 1950) est un journaliste, biographe, auteur et poète irlandais et un politicien nationaliste protestant. Membre de l'Irish Parliamentary Party il représente Galway city en tant que député au parlement britannique de 1906 à 1918. Il sert en tant qu’officier de l'armée britannique en France pendant la Première Guerre mondiale, il est un grand promoteur de l’implication de l'Irlande dans l'effort de guerre allié. Il fonde l'Irish Centre Party en 1919, mais son nationalisme modéré est concurrencé par la montée du Sinn Féin.

## Biographie

### Origines familiales
Stephen Gwynn est né au Saint Columba's College à Rathfarnham, dans le Comté de Dublin, où son père John Gwynn (1827–1917), un spécialiste de la bible et membre de l'Église d'Irlande était surveillant. Sa mère Lucy Josephine (1840–1907) est la fille d'un nationaliste irlandais William Smith O'Brien. Stephen est l'ainé de ses huit frères et deux sœurs. Peu après sa naissance sa famille déménage à Ráth Mealtain dans le Comté de Donegal dans la paroisse où son père est engagé, ce dernier deviendra Regius Professor of Divinity au Trinity College de Dublin.

### Jeunesse
Stephen Gwynn passe sa jeunesse dans la campagne du Comté de Donegal, ce qui déterminera sa vision de l'Irlande. Il va au Brasenose College où il reçoit des prix d'excellence. Pendant les vacances il rentre à Dublin, où il rencontre les personnalités politiques et littéraires de son temps.

### Carrière professionnelle
À partir de 1886, après l'obtention de son diplôme, Stephen Gwynn est instituteur pendant 10 ans, et pendant un temps en France, où il développe un intérêt pour la culture française qu'il exprimera dans son Praise of France (1927). À partir de 1896, il commence à écrire et devient écrivain et journaliste à Londres et se consacre à des sujets anglais jusqu'à qu'il découvre le renouveau de la littérature irlandaise quand il devient secrétaire de la Société littéraire irlandaise.
C'est le début d'une longue et prolifique carrière d'écrivain couvrant de nombreux champs littéraires de la poésie et la biographie aux sujets historiques. Le dix-huitième siècle est son domaine de prédilection. Il écrit des récits de voyage et de topographie de son île natale mais aussi sur le vin, la peinture du dix-huitième siècle ou encore la pêche.
Gwynn rentre en Irlande en 1904 pour entrer en politique. En 1906, il remporte une élection partielle à Galway Borough, et devient député pour l'Irish Parliamentary Party jusqu'en 1918. Pendant cette période il participe à la Ligue gaélique et il est l'un des rares députés à entretenir des liens étroits avec le renouveau de la littérature irlandaise. Avec Joseph Maunsel Hone (en) et George Roberts il fonde à Dublin la maison d'édition Maunsel and Company. Il s'oppose à l'obligation d'immatriculation des irlandais. Il soutient la campagne pour la fondation d'une université catholique devant la commission des universités irlandaises. Pendant le débat du third Home Rule Bill, Gwynn écrit en 1911 The case for Home Rule à la demande de son chef de parti John Redmond. Il est chargé de la communication du parti et de répondre aux critiques du Sinn Féin.

### Grande guerre
Lorsque la Première Guerre mondiale éclate en août 1914 Stephen Gwynn suit les demandes des nationalistes irlandais pour soutenir l'effort de guerre des Alliés et des britanniques par la constitution des régiments irlandais dans les divisions irlandaises, dans le but d'assurer un Home Rule Act à la fin d'une guerre rapide. Gwynn, qui a plus de 50 ans s'enrôle en janvier 1915. En juillet est nommé capitaine et se bat sur le Front de l'Ouest, à la bataille de Messines et de la Somme.
Il fait partie des cinq députés nationalistes irlandaises engagés dans l'armée comme J. L. Esmonde, Willie Redmond, William Redmond et D. D. Sheehan tout comme l'ancien député Tom Kettle. Avec Kettle et William Redmond il entreprend un programme de recrutement pour les divisions irlandaises, réalisant, en 1915, avec Kettle des ballades nommées Battle songs for the Irish Brigade. Gwynn est fait chevalier de l'Ordre national de la Légion d'honneur en juillet 1915.
En 1916 il est nommé à la Commission des Dardanelles.
Rappelé en Irlande fin 1917 pour participer à Convention Irlandaise présidée par Horace Plunkett, il siège avec la tendance de Redmond au sein de l'Irish Party en soutenant un compromis avec les unionistes du Sud pour tenter de trouver un consensus qui éviterait la partition de l'île. À la mort de Redmond en mars 1918, Gwynn prend la tête des nationalistes modérés à la Convention. Il s'oppose au projet de service militaire obligatoire pendant la Crise de la conscription de 1918, bien qu'en tant que membre du service de recrutement des volontaires il rencontre une forte opposition conduite par le Sinn Féin.

### Vie politique après-guerre
Stephen Gwynn forme l'Irish Centre Party en 1919 et se présente sans succès sous l'étiquette de nationaliste indépendant aux élections générales. Le parti a fusionné avec la Irish Dominion League de Plunkett pour faire pression pour un règlement par consentement sur la base du statut de dominion, mais Gwynn a ensuite rompu avec Plunkett en raison de sa volonté d'accepter la partition comme compromis provisoire. La polarisation des débats qui divisent l'Irlande lors de la Guerre d'indépendance irlandaise et la Guerre civile irlandaise a de plus en plus écarté le nationalisme culturel modéré de Gwynn. Bien qu'il ait soutenu la nation émergente, il a également condamné certains des excès, tels que l'incendie de maisons appartenant à des sénateurs de l'État libre d'Irlande.

### Vie littéraire
À partir des années 1920 Stephen Gwynn se consacre à l'écriture, couvrant les événements irlandais pour The Observer et The Times. Plus tard dans sa carrière, il écrit quelques œuvres importantes et, avec son fils Denis Gwynn (en) (The Life of John Redmond, 1932), et contribue beaucoup à façonner l'image rétrospective et l'auto-justification de John Redmond. Stephen Gwynn reçoit un Doctorat honorifique de l'Université nationale d'Irlande en 1940, et de l'University de Dublin en 1945. L’Académie irlandaise des lettres lui décerne la médaille Gregory en avril 1950. Dans ses écrits littéraires, il défend un humanisme et une tolérance dont les qualités, du fait des bouleversements politiques, étaient relativement rares en Irlande à cette époque. Il meurt le 11 juin 1950 à son domicile à Terenure (en), Dublin et a été enterré au cimetière de Tallaght, au sud du comté de Dublin.

### Famille
Stephen Gwynn épouse sa cousine Mary Louisa (morte en 1941), fille du révérend James Gwynn. Elle se convertit par la suite au catholicisme. Ils ont trois fils et deux filles élevés dans sa religion parmi lesquels Aubrey (1892–1983) devient prêtre jésuite et professeur d'histoire médiévale à l'University College Dublin. Leur second fils Denis Rolleston (1893–1971) est professeur d'histoire moderne irlandaise à l'University College Cork.
Le frère de Stephen Gwynn, Edward John (1868–1941) devient provost à Trinity College et son autre frère Robin (Robert Malcolm) en devient le doyen. Sa sœur Lucy Gwynn est la première femme du bureau de la scolarité de Trinity. Un troisième frère, Charles, fait une carrière brillante dans l'armée britannique et finit Major General. Les plus jeunes frères Lucius et Jack sont des joueurs de cricket notables.

## Photographie

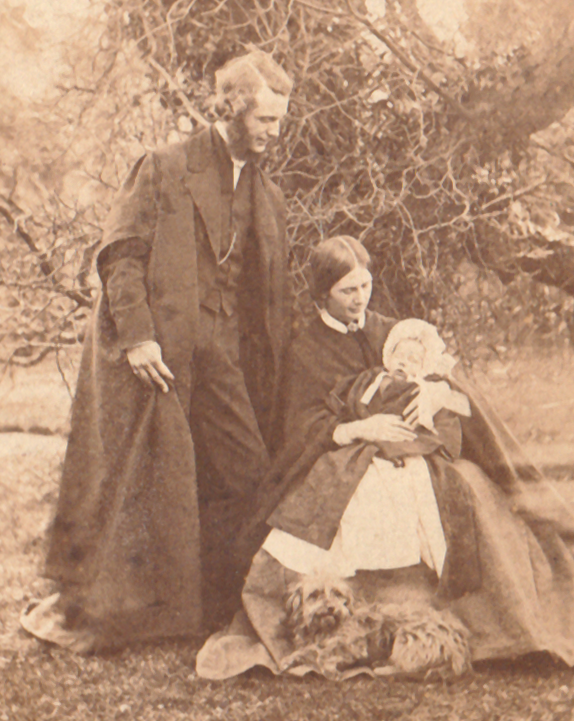
Stephen Gwynn bébé, avec ses parents John et Lucy Gwynn, 1864
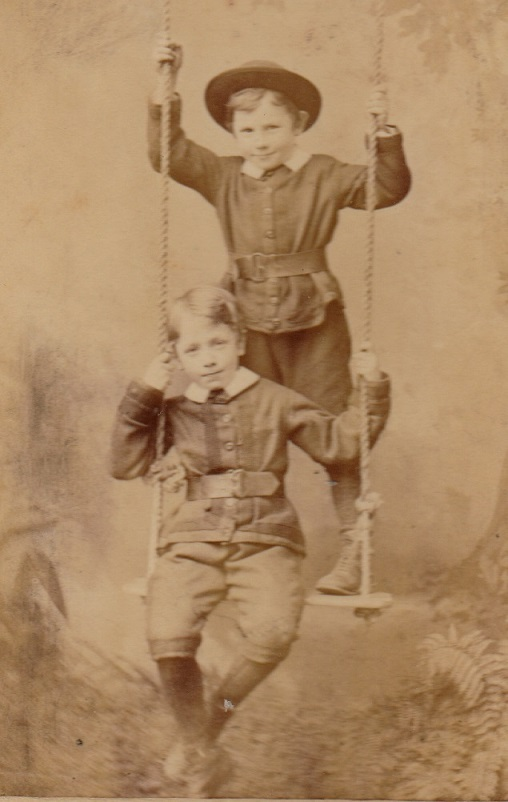
Stephen et son frère Edward enfants vers 1874
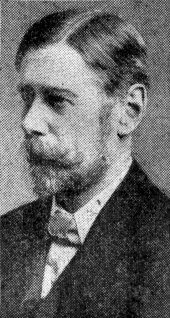
Stephen Gwynn député vers 1906
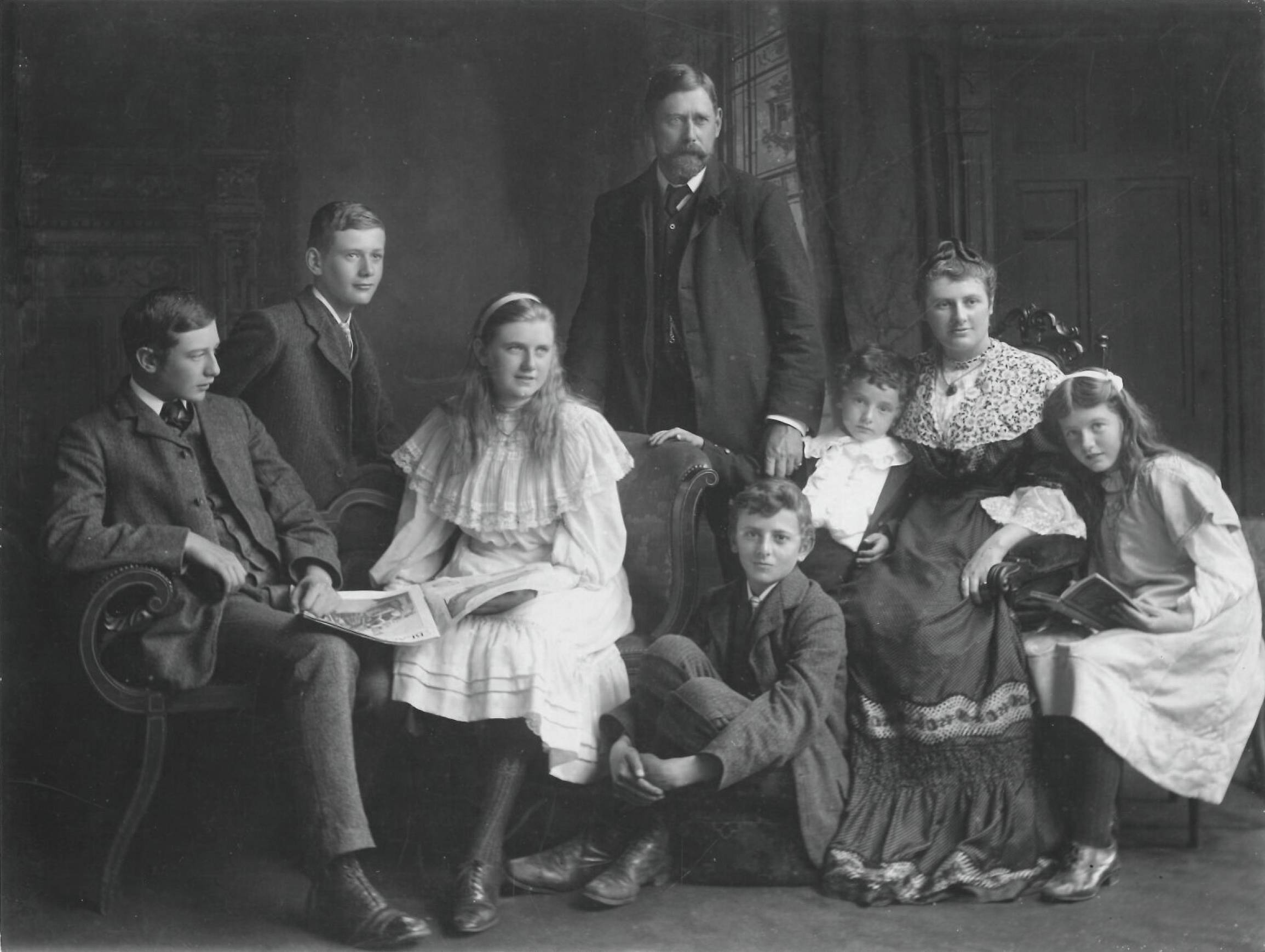
Stephen Gwynn en famille en 1906

## Œuvres
(novembre 2018).
- Highways and Byways in Donegal and Antrim (1899)
- Alfred Tennyson (1899)
- The decay of Sensibility (1900)
- The Old Knowledge (1901)
- Henry Grattan and his Times (1904) (1971)
- The Masters of English Literature (1904)
- Thomas Moore (1905)
- The fair hills of Ireland (1906) (1914)
- A Holiday in Connemara (1909)
- The case for Home Rule (1911), (introduction par John Redmond)
- Robert Emmet: a historical romance (1909)
- Battle Songs for the Irish Brigade (1915), (avec Tom Kettle)
- John Redmond's last years (1919)
- The Irish Situation (1921)
- History of Ireland (1923)
- Collected poems (1923)
- Ireland (1924)
- Experiences of a Literary Man (autobiographie) (1926)
- Praise of France (1927).
- The Letters and Friendships of Sir Cecil Spring Rice (1929)
- Ulster, Munster, Leinster (1930)
- The Life of Mary Kingsley (1930) (1932), Prix James Tait Black
- Sir Walter Scott (1930)
- The Life of Horace Walpole (1932)
- The life and friendship of Jonathan Swift (1933)
- Oliver Goldsmith (1935)
- Robert Louis Stevenson (1939)
- Salute to Valour (1941)
- Aftermath (1946)